# همت‌آباد (تبادکان، یک)
الگو:جعبه اطلاعات روستای ایران پرجمعیت ترین روستا کشور
همت‌آباد روستایی در دهستان تبادکان بخش مرکزی شهرستان مشهد استان خراسان رضوی ایران است.

## جمعیت
بر پایه سرشماری عمومی نفوس و مسکن در سال ۱۳۹۵ جمعیت این روستا ۱٬۶۲۱ نفر (۴۷۷خانوار) بوده‌است.